# Posse Comitatus Act
De Posse Comitatus Act (Latijn, letterlijk: wet van de troepen van het land) is een Amerikaanse federale wet uit 1878 na het einde van de Reconstructie. De wet verbiedt de inzet van federaal personeel en troepen, waaronder het leger en de Amerikaanse Nationale Garde, tegen alle burgers ter handhaving van de wet, behalve als het is toegestaan volgens de Amerikaanse grondwet of als het nationale congres hier expliciet toestemming voor geeft. Oorspronkelijk had de wet betrekking op de voormalige Geconfedereerde Staten. De originele wet sprak alleen over het leger, maar in 1956 werd ook de luchtmacht hier aan toegevoegd.

## De Wet
De Posse Comitatus als citaat uit de wet met betrekking tot het federale leger en de luchtmacht in de Verenigde Staten:

### Artikel
Sec. 1385. - Use of Army and Air Force as posse comitatus
"Whoever, except in cases and under circumstances expressly authorized by the Constitution or Act of Congress, willfully uses any part of the Army or the Air Force as a posse comitatus or otherwise to execute the laws shall be fined under this title or imprisoned not more than two years, or both".
Sectie 1385 - Gebruik van leger en luchtmacht als posse comitatus
"Hij die, anders dan in gevallen en onder omstandigheden expliciet toegestaan door de Grondwet of een door het Congres aangenomen wet, bewust enig onderdeel van het leger of de luchtmacht inzet als Posse Comitatus of anders om de wet te handhaven, zal worden beboet onder dit artikel of worden gevangengezet voor een periode van ten hoogste twee jaren, of beide".

## Beperking
Deze wet kent echter ook een aantal gevallen waarbij deze wet niet van toepassing is:
- Troepen van de Nationale Garde, als deze handelen in opdracht van de gouverneur van staat.
- Troepen die handelen om de veiligheid op straat voor iedereen te handhaven, als bij de rellen in Los Angeles in 1992.
- Troepen onder direct bewind van de President van de Verenigde Staten als gegrondvest in de Insurrection Act
- In geval van nood mag de minister van Justitie de minister van Defensie uitdrukkelijk verzoeken om te handelen in landsbelang als de wethandshaving in bepaalde gebieden inadequaat is gebleken.

### US Coast Guard
Hoewel deze ook een onderdeel is van het leger, is de Amerikaanse kustwacht een uitzondering op deze regel. De kustwacht heeft namelijk als taak wetshandhaving op zee. Zodoende kan de wet niet van toepassing zijn op dit legeronderdeel.